# Водограй (парк)
Водогра́й — парк-пам'ятка садово-паркового мистецтва місцевого значення в Україні. Об'єкт розташований у місті Черкаси.

## Опис
Площа 3,5 га. Розташований  на розі вул. Гетьмана Сагайдачного та вул. Максима Залізняка. Земельна ділянка озеленена деревами та кущами хвойних та листяних порід.
Статус отримано згідно з рішенням Черкаської обласної ради від 27.11.2014 № 35-6/VI. Перебуває у віданні КП «Черкасиводоканал».